# Dialogue entre l'Église orthodoxe et les Églises réformées
Un dialogue interconfessionnel entre l'Église orthodoxe et les Églises réformées (réunies au sein de l'Alliance réformée mondiale) existe officiellement depuis les années 1980 en vue d'améliorer leurs relations et de résoudre les différends doctrinaux.
Ce dialogue est mené en particulier au sein de la Commission mixte pour le dialogue théologique entre l'Église orthodoxe et les Églises réformées.
Le dialogue orthodoxe-réformé porte en outre sur le thème de la synodalité, une forme d'ecclésiologie qui est plus ou moins commune entre ces Églises.

## Historique

### Réunions de la Commission mixte
- 3-7 avril 2000 VIIe Consultation à Pittsburgh en Pennsylvanie